# 西部公園 (郡山市)
西部公園（せいぶこうえん）は福島県郡山市柏山町にある公園である。福島県立郡山高等学校の南側に隣接する。